# 代頓 (加利福尼亞州)
代頓（英語：Dayton）是位於美國加利福尼亞州比尤特縣的一個非建制地區。該地的面積和人口皆未知。

## 地理
代頓的座標為39°38′55″N 121°52′20″W / 39.64861°N 121.87222°W，而該地的平均海拔高度為43米（即141英尺）。